# Corea del Sur en los Juegos Paralímpicos de Toronto 1976
Corea del Sur estuvo representada en los Juegos Paralímpicos de Toronto 1976 por siete deportistas masculinos.

## Medallistas
El equipo paralímpico surcoreano obtuvo las siguientes medallas:
| Nombre                                | Deporte       | Evento                                  |
| ------------------------------------- | ------------- | --------------------------------------- |
| Oro                                   |               |                                         |
| Choi Tae-Am                           | Tenis de mesa | Individual 2 masculino                  |
| Plata                                 |               |                                         |
| Choi Tae-Am Kim Young-Tae Ko Gun-Hong | Tenis de mesa | Equipo 2 masculino                      |
| Kim Yoon-Bae                          | Tiro con arco | Distancia corta clase abierta masculino |
| Bronce                                |               |                                         |
| Son Kum-Du                            | Tenis de mesa | Individual 3 masculino                  |